# Листоед золотисто-медный
Листое́д золоти́сто-ме́дный (лат. Chrysolina aurichalcea) — вид хризомелин семейства листоедов.

## Распространение
Встречается на территории Палеарктического региона от Великобритании до Японии.

## Экология и местообитания
И взрослые, и личинки питаются листьями Artemisia princeps.

## Подвиды и вариететы
- Подвид: Chrysolina aurichalcea asclepiadis (Villa, 1833)
- Подвид: Chrysolina aurichalcea aurichalcea (Gebler, 1825)
- Подвид: Chrysolina aurichalcea bohemica (G. Müller, 1948)
- Подвид: Chrysolina aurichalcea fokiensis (Bechyné, 1950)
- Подвид: Chrysolina aurichalcea kwangsiensis (Bechyné, 1950)
- Подвид: Chrysolina aurichalcea omisiensis (Bechyné, 1950)
- Подвид: Chrysolina aurichalcea problematica (Kaszab, 1962)
- Подвид: Chrysolina aurichalcea vagesplendens (Bechyné, 1950)
- Подвид: Chrysolina aurichalcea yunnanica (Bechyné, 1950)
- Вариетет: Chrysolina aurichalcea var. collaris (Weise, 1916)
- Вариетет: Chrysolina aurichalcea var. nigricans (Jacobson, 1902)
- Вариетет: Chrysolina aurichalcea var. recticollis (Weise, 1887)